# 鰐口

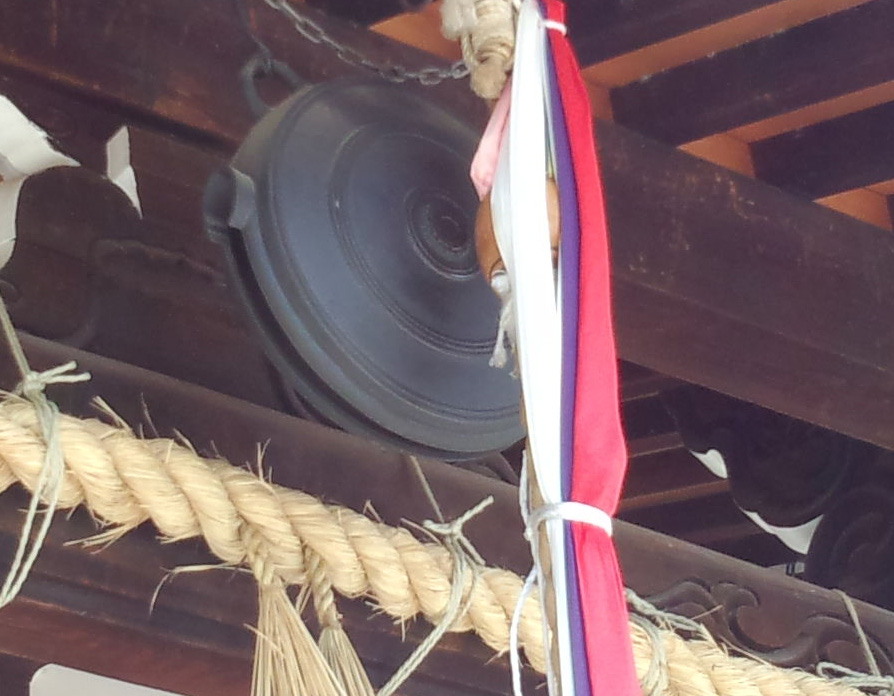
鰐口（吉祥院天満宮）

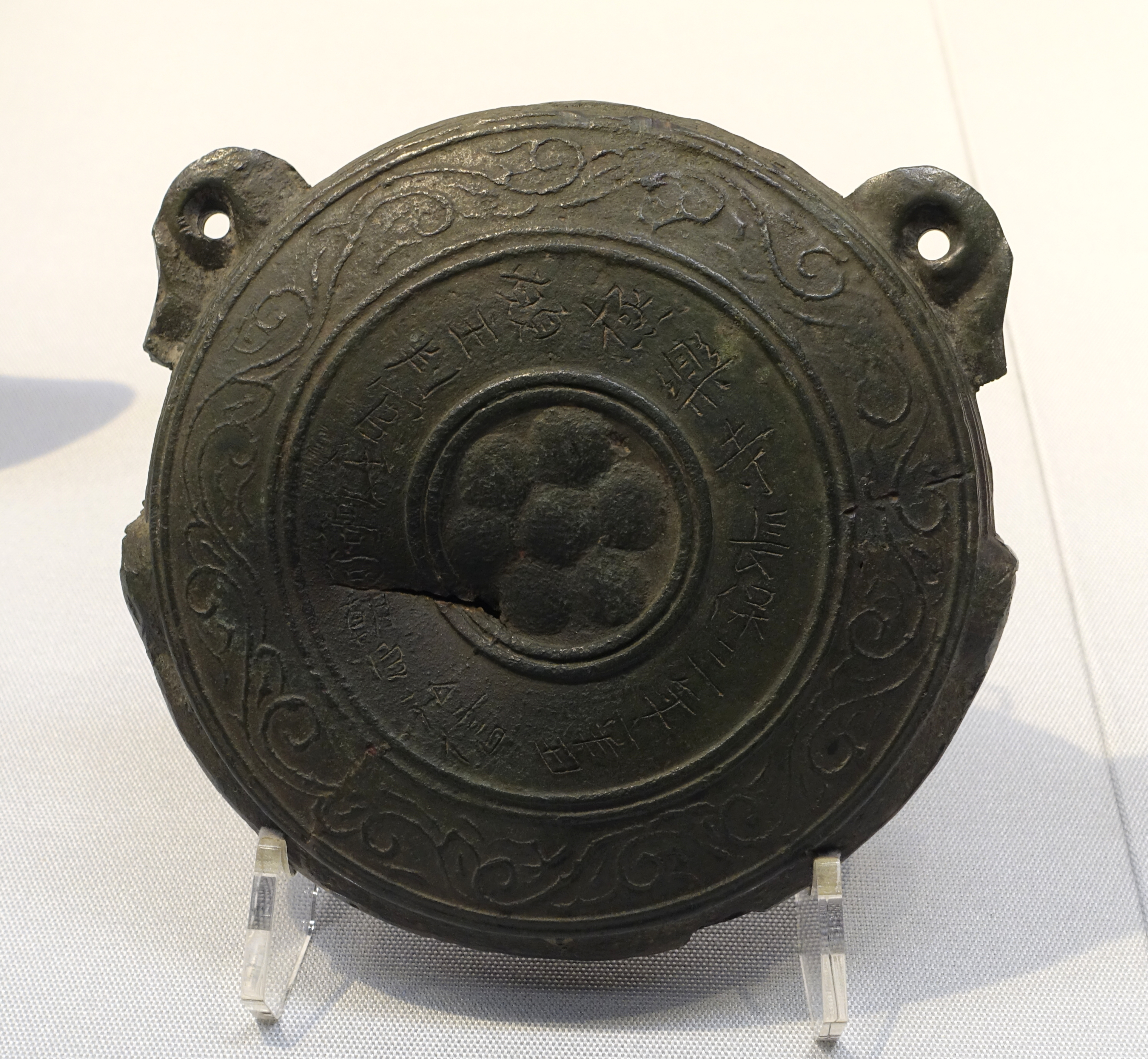
松本市宮渕出土鰐口 長保3年（1001年）在銘 東京国立博物館蔵 重要文化財

鰐口（わにぐち）とは仏堂の正面軒先に吊り下げられた仏具の一種である。神社の社殿で使われることもある。金口、金鼓とも呼ばれ「鰐口」の初見は正応6年（1293年）銘をもつ宮城県柴田郡大河原町にある大高山神社のもの（東京国立博物館所蔵）。
金属製梵音具の一種で、鋳銅や鋳鉄製のものが多い。鐘鼓をふたつ合わせた形状で、鈴（すず）を扁平にしたような形をしている。上部に上から吊るすための耳状の取手がふたつあり、下側半分の縁に沿って細い開口部がある。金の緒と呼ばれる布施があり、これで鼓面を打ち誓願成就を祈念した。鼓面中央は撞座と呼ばれ圏線によって内側から撞座区、内区、外区に区分される。
現存する最古のものは、長野県松本市宮渕出土の長保3年（1001年）銘のもの。